# 滨海利
滨海利（Leigh-on-Sea；發音： /ˌliː-/），一般简称利（Leigh），是英格兰埃塞克斯郡滨海绍森德、泰晤士河口北部的一个城镇、民政教区，是滨海绍森德的唯一一个民政教区。当地人口超过2万。

## 历史
当地发现了罗马不列颠时代的陶器和硬币，说明当时已经有人居住。当地的圣克莱门特教堂始建于13世纪。